# حديقة كهوف ماكوكيتا العامة
حديقة كهوف ماكوكيتا العامة (بالإنجليزية: Maquoketa Caves State Park)‏؛ هي مجموعة من الكهوف التي تقع في مقاطعة جاكسون في الولايات المتحدة. وهي إحدى الحدائق العامة في ولاية آيوا.

## السياحة
تعد «حديقة كهوف ماكوكيتا العامة» إحدى مواقع الجذب السياحي في مقاطعة جاكسون في ولاية آيوا الأمريكية.